# Hubert Marquitan
Hubert Marquitan (* 3. November 1937 in Bertung) ist ein deutscher Generalleutnant außer Dienst der Luftwaffe der Bundeswehr. Er war Kommandeur der Offizierschule der Luftwaffe und des Lufttransportkommandos.

## Leben
Beförderungen
- 1960 Leutnant
- 1962 Oberleutnant
- 1965 Hauptmann
- 1970 Major
- 1971 Oberstleutnant
- 1979 Oberst
- 1983 Brigadegeneral
- 1984 Generalmajor
- 1994 Generalleutnant

Marquitan absolvierte 1958 das Abitur in Siegen und trat im selben Jahr in die Bundeswehr ein. Er begann beim Luftwaffenausbildungsregiment 2 in Stade und besuchte 1958/59 die Offizierschule der Luftwaffe in Neubiberg. Danach kam er auf die Fliegerauswahlschule des Fluganwärterregiments der Luftwaffe in Uetersen. 1959 begann er die Fliegerische Ausbildung. Im Anschluss war er Fluglehrer. 1963 besuchte er die Flugzeugführerschulen S in Diepholz und Wunstorf. Von 1963 bis 1968 war er Transportflugzeugführer, Einsatzoffizier und Staffelkapitän beim Lufttransportgeschwader 62 in Ahlhorn.
Von 1968 bis 1970 absolvierte er den 13. Generalstabslehrgang Luftwaffe an der Führungsakademie der Bundeswehr in Hamburg, wo er zum Offizier im Generalstabsdienst ausgebildet wurde. Von 1970 bis 1972 war er Dezernent im Lufttransportkommando in Münster. 1972 wechselte er als Referent in den Führungsstab der Luftwaffe nach Bonn. Von 1974 bis 1976 war er Kommandeur der Fliegenden Gruppe im Lufttransportgeschwader 63 in Hohn. 1976 wurde er Adjutant des stellvertretenden Inspekteurs der Luftwaffe in Bonn. 1978 wurde er stellvertretender Kommodore und 1980 Kommodore des LTG 63. Von 1980 bis 1983 wechselte er in den Internationalen Militärstab ins NATO-Hauptquartier nach Belgien. 
1983/84 war er Kommandeur der Offizierschule der Luftwaffe in Fürstenfeldbruck und von 1984 bis 1991 des Lufttransportkommandos in Münster. 1991 wurde er Stellvertretender Befehlshaber und Kommandeur des Korps- und Territorialkommandos Ost in Potsdam. Von 1994 bis 1996 war er Kommandierender General des Luftwaffenkommandos Süd und Commander Combined Air Operations Centre in Meßstetten. 1996 trat er außer Dienst.
Marquitan ist verheiratet, katholisch und Vater von zwei Söhnen.

## Auszeichnungen
- 1987: Bundesverdienstkreuz am Bande
- Bundesverdienstkreuz 1. Klasse
- Ehrenkreuz der Bundeswehr in Gold